# Fédération générale des travailleurs japonais
La Fédération générale des travailleurs japonais (日本労働総同盟, Nihon Rōdō Sōdōmei), ou Sōdōmei (総同盟), est un syndicat japonais fondé en 1921 et dissous en 1940. Groupement unitaire, il est tiraillé entre communistes et socialistes, ce qui entraine plusieurs scissions, dont la Hyōgikai (en) en 1925 et la Japan Labour Union League (en) en 1926.

## Membres importants
- Suzuki Bunji (en)
- Komakichi Matsuoka (en)